# Санд-Лейк (округ Бернетт, Вісконсин)
Санд-Лейк (англ. Sand Lake) — місто (англ. town) в США, в окрузі Бернетт штату Вісконсин. Населення — 576 осіб (2020).

## Демографія
Згідно з переписом 2010 року, у місті мешкала 531 особа в 220 домогосподарствах у складі 157 родин. Було 555 помешкань
Расовий склад населення:
| - 76,1 % — білих - 19,8 % — корінних американців - 0,4 % — чорних або афроамериканців - 0,4 % — азіатів |

До двох чи більше рас належало 2,4 %. Частка іспаномовних становила 2,4 % від усіх жителів.
За віковим діапазоном населення розподілялося таким чином: 20,7 % — особи молодші 18 років, 59,3 % — особи у віці 18—64 років, 20,0 % — особи у віці 65 років та старші. Медіана віку мешканця становила 47,4 року. На 100 осіб жіночої статі у місті припадало 93,8 чоловіків;  на 100 жінок у віці від 18 років та старших — 101,4 чоловіків також старших 18 років.
Середній дохід на одне домашнє господарство  становив 65 812 долари США (медіана — 60 781), а середній дохід на одну сім'ю — 82 880 доларів (медіана — 69 583). Медіана доходів становила 32 778 доларів для чоловіків та 26 875 доларів для жінок. За межею бідності перебувало 17,7 % осіб, у тому числі 25,7 % дітей у віці до 18 років та 4,5 % осіб у віці 65 років та старших.
Цивільне працевлаштоване населення становило 245 осіб. Основні галузі зайнятості: виробництво — 29,4 %, мистецтво, розваги та відпочинок — 22,0 %, освіта, охорона здоров'я та соціальна допомога — 18,4 %.